# Michail Tsjechov (schrijver)

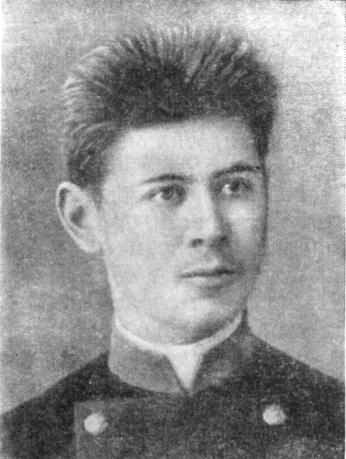
Michail Tsjechov, 1888

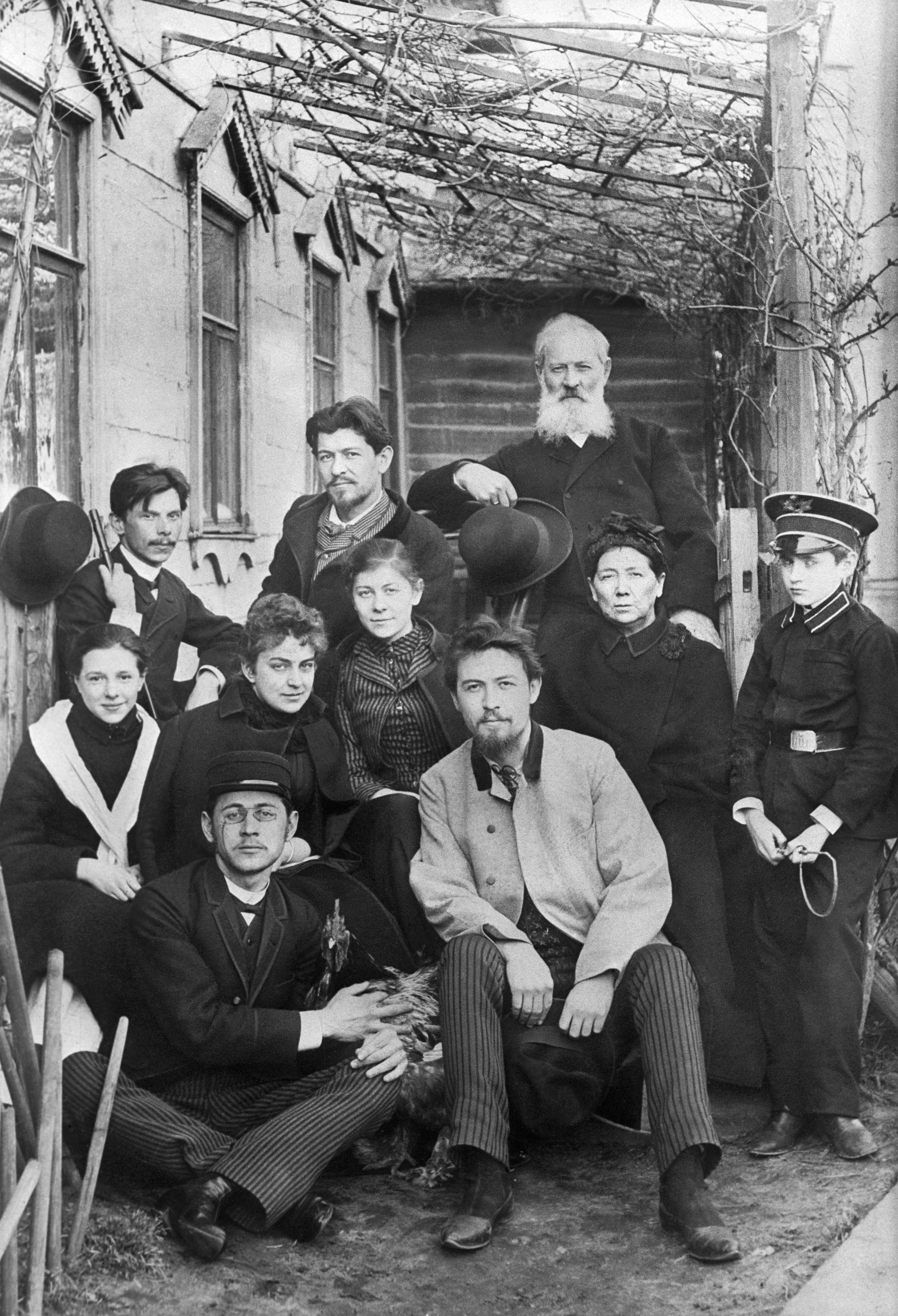
Familie Tsjechov, linksonder: Michail; Midden-onder: Anton. 1890

Michail Pavlovitsj Tsjechov (Russisch: Михаил Павлович Чехов) (Taganrog, 6 oktober 1865 – Jalta, 14 november 1936) was de jongste broer van Anton Tsjechov en later diens biograaf. Michail Tsjechov was net als zijn broer Anton ook zelf schrijver.

## Leven
De jeugd van Michail Tsjechov in Taganrog leek veel op die van zijn vijf jaar oudere broer Anton. Hij ging naar het gymnasium en waar Anton een studie medicijnen deed, ging Michail rechten studeren, te Moskou. Na zijn studie werd hij de drijvende kracht op het familielandgoed van de Tsjechovs ("Melichovo") en in die tijd (1894) publiceerde hij ook een agrarisch woordenboek. Kort daarna  vertrok Michail om onduidelijke redenen van het landgoed en vervulde diverse overheidsfuncties, soms in verafgelegen plaatsen in het Russische rijk en uiteindelijk in Sint-Petersburg.
Michail Tsjechov heeft naast zijn werk ook altijd geschreven. Hij schreef honderden schetsen, novellen en gedichten, voor de jeugd zowel als voor volwassenen, welke hij gedeeltelijk publiceerde in een door hemzelf geredigeerd blad. Net als zijn ‘grote broer’ Anton won hij (in 1907) de Poesjkinprijs voor literatuur. Zijn werk werd in de Sovjet-Unie meermaals herdrukt.

## Rondom Tsjechov
Michail Tsjechov is thans als schrijver vooral nog bekend door zijn herinneringen aan zijn broer Anton, meer in het bijzonder door het portret dat hij in 1933 publiceerde over zijn broer Anton Rondom Tsjechov (in 1988 verschenen in Nederlandse vertaling als onderdeel van de reeks Privé-domein). In deze memoires geeft Michail een beeld van het alledaagse milieu waarin hij en Anton opgroeiden. Het boek biedt een panoramische kijk op het Russische leven dat de achtergrond vormde voor het werk van Anton Tsjechov. 
Rondom Tsjechov kan worden beschouwd als een correctie op het eenzijdige imago van Anton Tsjechov als de elegische zanger van de hopeloosheid van het bestaan, zoals dat met name aan het begin van de twintigste eeuw overheerste. Anton treedt uit de memoires van zijn broer naar voren als een energieke jonge kerel, volhardend, ideeënrijk, amusant en beschikkend over een onverwoestbaar goed humeur. Michail concentreert zich vooral op het doen en laten van alledag. Hij heeft nadrukkelijk niet getracht om het diepste wezen van zijn broer te peilen.